# José Antonio Maturana
José Antonio Maturana Plaza (San Sebastián, 1948) es un abogado y político del País Vasco, España.

## Biografía
Miembro del Partido Socialista de Euskadi-PSOE, la Unión General de Trabajadores y de las Juventudes Socialistas durante la dictadura franquista, fue elegido diputado al Congreso en las primeras elecciones democráticas de 1977 por la circunscripción electoral de Guipúzcoa, siendo reelegido en 1979. Dimitió de su escaño en 1980 para presentarse en las listas del PSE-PSOE a las primeras elecciones al Parlamento Vasco, siendo elegido sucesivamente durante seis legislaturas. Fue Consejero de Cultura del Consejo General Vasco bajo la presidencia de Ramón Rubial, y Consejero de Vivienda y Medio Ambiente (1991-1994) y de Transporte y Obras Públicas (1995-1998) en los gobiernos de coalición entre el PSE y el Partido Nacionalista Vasco.